# Jules Mohl
Pour les articles homonymes, voir Mohl.
Jules Mohl, né Julius Mohl le 25 octobre 1800 à Stuttgart et mort le 4 janvier 1876 à Paris 7e, est un orientaliste français de naissance allemande, qui a marqué son époque dans le domaine de l'iranologie.

## Biographie
Le second de quatre frères d’une famille considérée, qui se sont faits, dans des branches diverses, une réputation par leurs travaux, Mohl a d’abord été destiné au ministère évangélique. Après avoir étudié cette matière à l’université de Tübingen, son gout pour d'autres études l’a éloigné de cette carrière. Il a abandonné l'idée de devenir pasteur luthérien et, s’étant rendu en Angleterre, il s’y est lié avec plusieurs des orientalistes les plus distingués, notamment avec le général Briggs (en).
Venu à Paris, en 1823, afin de suivre les cours du fameux Silvestre de Sacy, qui était alors considéré comme le professeur le plus important dans le domaine des langues orientales, il a été recommandé à Abel-Rémusat, il a suivi les cours d’arabe, de persan et de chinois, dont il est devenu l’ami.
De 1826 à 1833, il est nominalement professeur assistant à l'université de Tübingen, mais comme il a la permission de voyager à l'étranger, il passe ces années dans les bibliothèques de Paris, Londres et Oxford.
En 1834, il a démissionné de Tübingen pour s'installer à Paris. Après avoir publié la traduction latine du Yi Jing, que le P. Régis avait laissée manuscrite (Stuttgart, 1834, in-8°), il est passé de l’étude du chinois à celle du persan. On commençait à délaisser l’étude purement esthétique des poètes et des littérateurs de l’Orient, pour approfondir les questions d’origine religieuse, de linguistique et d’ethnologie. Préparé aux questions de ce genre par ses premières études théologiques, Mohl est entré dans cette voie et pour publier le texte persan de Fragments relatifs à Zoroastre (Paris, 1829, in-8°).
Il s’est ensuite attelé à l’interprétation du célèbre poème de Ferdowsi, intitulé le Chah Nameh, où ont été conservées une partie des plus anciennes traditions de la Perse. Malgré la difficulté de ce texte éminemment archaïque, il en a poursuivi la traduction, qui a paru arec le texte revu sur les manuscrits, dans la collection orientale de l’Imprimerie impériale (Paris, 1838-1835, 4 vol. gr. in-fol.).
Définitivement établi en France, où l’avaient accueilli, outre Abel-Rémusat, Jean-Jacques Ampère, Claude Fauriel, Eugène Burnouf, Fulgence Fresnel, dont il était devenu l'ami, il s’est fait naturaliser en 1838.
En 1844, il a été nommé à l'académie des inscriptions et des belles-lettres, en remplacement de Burnouf père et, l’année suivante, il a reçu la Légion d'honneur.
En 1847, à la mort d’Amédée Jaubert, il lui a succédé dans la chaire de persan au collège de France. En 1852, il a aussi remplacé son ami Burnouf comme inspecteur de la typographie orientale impériale, et comme secrétaire de la Société asiatique, dont il deviendra président pendant de nombreuses années.
Ami intime de Jean-Jacques Ampère, les deux savants ont vécu sous le même toit et presque on commun dans la rue du Bac, de 1831 jusqu’à 1847, date à laquelle il a épousé Mary Clarke (1793-1883), connue sous le surnom de « Clarkey », était une écrivaine britannique ayant passé une grande partie de sa jeunesse à Paris. Ardente francophile, elle était admirée pour son indépendance et sa conversation. Amie intime de Juliette Récamier et amie proche de Florence Nightingale, cette féministe a tenu pendant quarante ans un salon littéraire parisien réunissant les grands esprits de son époque, dont un certain nombre d'Anglais en séjour ou en visite à Paris, comme Macaulay, Ranke, Tourgueniev, à côté des écrivains et des hommes politiques de la France. Elle mourut à Paris le 14 mai 1883 et laissa un livre, Madame Récamier; esquisse de l'histoire de la société en France. À sa mort, il a été inhumé au cimetière du Père-Lachaise.

## Travaux
Chargé, en 1826, par le gouvernement de Charles X de préparer une nouvelle édition du Livre des Rois, le premier volume est publié en 1838, tandis que le septième et dernier n'était pas terminé lorsqu'il est mort. L'édition de ce dernier volume est travaillée par Barbier de Meynard.
Il est resté fameux aussi pour ses rapports annuels concernant les études orientales qu'il présentait à la Société asiatique de 1840 à 1867. Rassemblés après sa mort par sa femme sous le titre de Vingt-sept ans d'histoire des études orientales (Paris, 1879), ils constituent une source d'information de première importance pour l'histoire des études orientales en France et en Occident. C'est ainsi qu’il a secondé, par ses indications, les recherches de Paul-Émile Botta, sur l'emplacement de Ninive, et mis ainsi cet archéologue à même de découvrir les importantes ruines de cette antique ville.
Il a puissamment contribué, par son ardeur pour la science et par sa haute intelligence, aux nouveaux progrès dans les nouvelles études en Allemagne et en France sur la religion, les langues et la littérature de l’Orient. Il a également publié de façon anonyme, avec Justus Olshausen, des Fragments relatifs à la religion de Zoroastre (Paris, 1829) ; Confucii Chi-king sive liber carminum, ex latina P. Lacharmi interpret atione (Stuttgart, 1830) ; et une édition de Y-King, antiquissimus sinarum liber, ex interpretatione P. Regis (Stuttgart, 1834-1839).